# Pachycephala aurea
Sibilante-áureo ou assobiadeira-de-manto-dourado (Pachycephala aurea) é uma espécie de ave da família Corvidae.
Pode ser encontrada nos seguintes países: Indonésia e Papua-Nova Guiné.